# Nueva División del Bayo
Nueva División del Bayo är en ort i Mexiko.   Den ligger i kommunen Macuspana och delstaten Tabasco, i den sydöstra delen av landet, 700 km öster om huvudstaden Mexico City. Nueva División del Bayo ligger 10 meter över havet och antalet invånare är 1 615.
Terrängen runt Nueva División del Bayo är mycket platt. Runt Nueva División del Bayo är det ganska tätbefolkat, med 67 invånare per kvadratkilometer. Närmaste större samhälle är Macuspana, 14,3 km sydväst om Nueva División del Bayo. Trakten runt Nueva División del Bayo består till största delen av jordbruksmark.